# Heinrich Kurz (Politiker)
Heinrich Kurz (* 22. September 1867 in Grötzingen; † 26. Oktober 1934 ebenda) war ein deutscher Politiker (SPD).

## Leben
Heinrich Kurz wurde als Sohn eines Landwirtes geboren. Er besuchte in den Jahren 1874 bis 1882 die Grötzinger Volksschule, leistete von 1888 bis 1890 Militärdienst und arbeitete bis 1904 als Metallschleifer bei der Maschinenfabrik Gritzner. Daneben engagierte er sich in der Gewerkschaft und wurde Vorsitzender des Metallarbeiter-Verbandes in seiner Heimatgemeinde. Aufgrund einer Streikbeteiligung wurde er entlassen. Im Anschluss an seinen Schleiferberuf war er bis 1916 als Gastwirt und Fleischbeschauer tätig. Danach arbeitete er als Landwirt in Grötzingen.
Kurz trat im Jahr 1893 in die SPD ein und wurde in den Vorstand der SPD Grötzingen gewählt, deren Vorsitz er von 1906 bis 1933 innehatte. Von 1893 bis 1907 war er Mitglied des Bürgerausschusses und von 1907 bis 1933 Mitglied des Gemeinderates in Grötzingen. Der Zweiten Kammer der Badischen Ständeversammlung im Großherzogtum Baden gehörte er von 1909 bis 1918 an. Im Januar 1919 wurde er in die verfassunggebende Landesversammlung der Republik Baden gewählt und im Anschluss war er bis 1933 ohne Unterbrechung Abgeordneter des Badischen Landtages.
Nach der Machtübernahme der Nationalsozialisten im Jahr 1933 wurde er für mehrere Monate inhaftiert.
Heinrich Kurz war seit 1917 verheiratet.

## Würdigungen
- 1945: Heinrich-Kurz-Straße in Karlsruhe-Grötzingen[1]